# XXVI век
XXVI (два́дцать шесто́й) век  по григорианскому календарю — век с 1 января 2501 года по 31 декабря 2600 года. Это 6-й век 3-го тысячелетия.  Он наступит через 476 лет.

## Ожидаемые астрономические события
- 7 апреля 2515 года — в 10:37 (UTC) Марс пройдёт по диску Нептуна.
- 25 января 2518 года — в 22:41 (UTC) Венера пройдёт по диску Сатурна.
- 25 июня 2522 года — в 9:04 (UTC) произойдёт полное солнечное затмение длительностью 7 минут 12 секунд[1][2].
- 30 января 2563 года — карликовая планета Эрида совершит первый полный оборот вокруг Солнца с момента её открытия 5 января 2005 года. Дата может измениться, поскольку орбита ещё уточняется.
- 2599 год — тройное соединение Марса и Юпитера.
- 5 мая 2600 года — впервые с 2151 года в Лондоне произойдёт полное солнечное затмение[3][4].